# Печера Відважних
Печера Відважних (рос. Отважных) — печера в Башкортостані, Росія. Печера комплексного (горизонтально-вертикального) типу простягання. Загальна протяжність — 105 м. Глибина печери становить 19 м. Категорія складності проходження ходів печери — 1. Печера відноситься до Ішоро-Нугуського підрайону Бельсько-Нугуського району Південної області Західноуральської спелеологічної провінції.